# 267
Évszázadok: 2. század – 3. század – 4. század
Évtizedek: 210-es évek – 220-as évek – 230-as évek – 240-es évek – 250-es évek – 260-as évek – 270-es évek – 280-as évek – 290-es évek – 300-as évek – 310-es évek
Évek: 262 – 263 – 264 – 265 –  266 – 267 – 268 – 269 – 270 – 271 – 272

## Események

### Római Birodalom
- Ovinius Caius Julius Aquilius Paternust és Arcesilaust választják consulnak.
- Talán unokaöccse, Maeonius felbujtására meggyilkolják Odaenathus palmürai királyt és örökösét, Herodianust. Utóda 10 éves fia, Vaballathus, aki mellett anyja, Zénobia kormányoz régensként.
- A gótok, herulok és egyéb barbár népek ismét fosztogatják a Balkán és Kis-Ázsia városait. A herulok 500 hajóval támadják sikertelenül Byzantiumot és Cyzicust. A rómaiak megfutamítják őket, de ezután az Égei-tenger szigetein és Görögországban portyáznak, többek között kifosztják Athént és Spártát. Az észak felé vonuló barbárokat Gallienus császár meglepi és szétszórja.

## Halálozások
- Odaenathus, palmürai király
- I. Herodianus, palmürai társuralkodó

## Fordítás
- Ez a szócikk részben vagy egészben  a(z)   267 című angol Wikipédia-szócikk ezen változatának fordításán alapul.  Az eredeti cikk szerkesztőit annak laptörténete sorolja fel. Ez a jelzés csupán a megfogalmazás eredetét és a szerzői jogokat jelzi, nem szolgál a cikkben szereplő információk forrásmegjelöléseként.